# Etil-dekadienoát
Az etil-dekadienoát, vagy más néven körteészter egy természetben előforduló kémiai vegyület, melyet élelmiszer-ízesítők és parfümök körteillatának beállítására használnak.

## Előfordulása és előállítása
Az etil-dekadienoát többek között megtalálható gyümölcsökben és gyümölcsökből készült párlatokban úgy mint vilmoskörtében, almában, Concord szőlőben, sörben, körtepálinkában és birsalmában.
Az etil-dekadienoátot elő lehet állítani mesterségesen is 1-oktin-3-olból vagy etil-propionátból.

## Alkalmazási terület
Az etil-dekadienoátot a természetes íz- és illatanyagok gyümölcsös illatának beállítására, illatintenzitásuk fokozására használják. Az USA-ban mint általánosan alkalmazható, biztonságos  adalékanyag szerepel az élelmiszer-adalékanyagok listáján.
Ezen felül az etil-dekadienoát tápnövény-illatanyagokat  tartalmazó  rovar-csalétkekben is szerepel, melyeket rovarcsapdákban alkalmaznak és amelyek vonzzák az almamoly, a rügysodró tükrösmoly, a bükkmakkmoly, a tölgymakkmoly, a gesztenyemoly és a makkfúrómoly egyedeit.

## Fordítás
- Ez a szócikk részben vagy egészben a Ethyl decadienoate című angol Wikipédia-szócikk fordításán alapul.  Az eredeti cikk szerkesztőit annak laptörténete sorolja fel. Ez a jelzés csupán a megfogalmazás eredetét és a szerzői jogokat jelzi, nem szolgál a cikkben szereplő információk forrásmegjelöléseként.